# Cesarica vdova Ciši
Cesarica vdova Ciši (kitajščina: 慈禧太后, pinjin: Dowager Cixi, Wade–Giles: Tz'u-Hsi T'ai-hou), kitajska cesarica, * 29. november 1835, Peking, dinastija Čing, † 15. november 1908, Džongnanhaj, dinastija Čing.
Cesarica vdova Ciši je bila močna in karizmatična osebnost in je de facto vladala Kitajski 47 let, od leta 1861 do njene smrti leta 1908. Njeno vladavino je obeležilo propadanje Kitajske, zaradi česar velja za poslednjega kitajskega vladarja.
Leta 1851 je kot otrok mandžurskega uslužbenca Huidženga prišla v Prepovedano mesto in postala ena od konkubin cesarja Šjanfenga. Leta 1861 je izvedla dvorski puč in postala de facto vladarica Kitajske. V času njene vladavine je bila Kitajska poražena v vojni z Japonsko (1894-95), zato je izgubila suverenost nad Korejo ter bila prisiljena na vrsto ponižujočih pogodb, ki so izzvali kratkotrajno Boksarsko vstajo. Ciši je bila konzervativna in se je do zadnjega trenutka upirala reformatorjem, ki so hoteli modernizirati Kitajsko. Tri leta po njeni smrti je Kitajska postala republika.